# Меч (геральдика)
Меч (фр. épée, épée haute, claymore, англ. sword, sword in plane) — одна з найпоширеніших  гербових фігур, що зображують предмет озброєння — холодна зброя у вигляді довгого двобічно гострого клинка з руків'ям і ефесом.

## Символіка меча
Зазвичай, описуючи цю гербову фігуру використовують традиційну символіку: якщо зображений звичайний меч — готовність до захисту вітчизни, роду, міста від ворогів, а також участь у боях; а зображення полум'яніючого меча описують як символ не тільки військової, а й духовної зброї, яка символізує просвітництво, світло, добро.
Проте варто звернути увагу, що поряд з традиційним і загальноприйнятим трактуванням символіки гербової фігури існує і певна відмінність у вітчизняній геральдиці, що складалося з плином часу.
Так,  Г. В. Вілінбахов зазначає, що найраніше відоме зображення меча на офіційній символіці Росії припадає на середину XVI ст.: на укосі прапора Івана Васильовича Грозного 1560 р. із зібрання Збройової палати. Символіка меча на стязі стає зрозумілою, якщо прочитати написи на прапорі і вивчити інші символи. На стязі зображено відіння Іоанна Богослова, що вказує на есхатологічний (апокаліптичний) сенс символіки меча.
Проте варто зазначити, що використання зображення меча у російській державній геральдиці допетровського часу має й інший характер, що вказує на його подвійну семантику. Так, наприклад, можна нерідко зустріти зображення двоголового орла, який в одній з лап (як на гербах Палеологів) тримає меч (поряд з хрестом або скіпетром). Отже, меч в допетрівській геральдиці Росії трактується не лише як один із символів апокаліпсиса, але й має значення як символ влади.
У наступні часи (тобто з моменту воцаріння Петра I) символіка гербової фігури розширюється, але при цьому не втрачає своєї релігійного і владного смислового навантаження.

## Варіанти зображення
Поряд з традиційним зображенням меча у вигляді холодної зброї з двосічним довгим клинком, допускається зображення і варіацій. Так, наприклад в гербі Фінляндії, Фінської Карелії присутній меч вигнутий з однією ріжучою крайкою. На гербах деяких арабських держав є зображення шаблі або ятагана. На деяких гербах є зображення мечів з гардами, на зразок толедських мечів. Також, варто відзначити, що зустрічаються і зображення так званих полум'яніючих мечів: наприклад, на гербі Архангельська чи Києва.

## Приклади використання меча у гербах

Герб Остоя
Герб Києва
Герб Добромиля
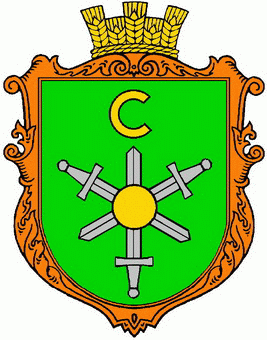
Герб села Сусідовичі
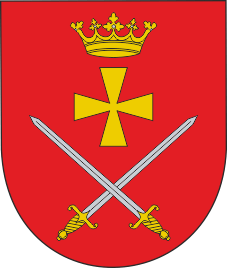
Герб села Кобижча
Герб села Скелівка
Шаблі на гербі Бобровиці
Фінляндія
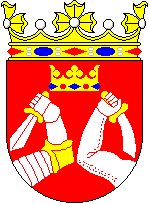
Фінська Карелія
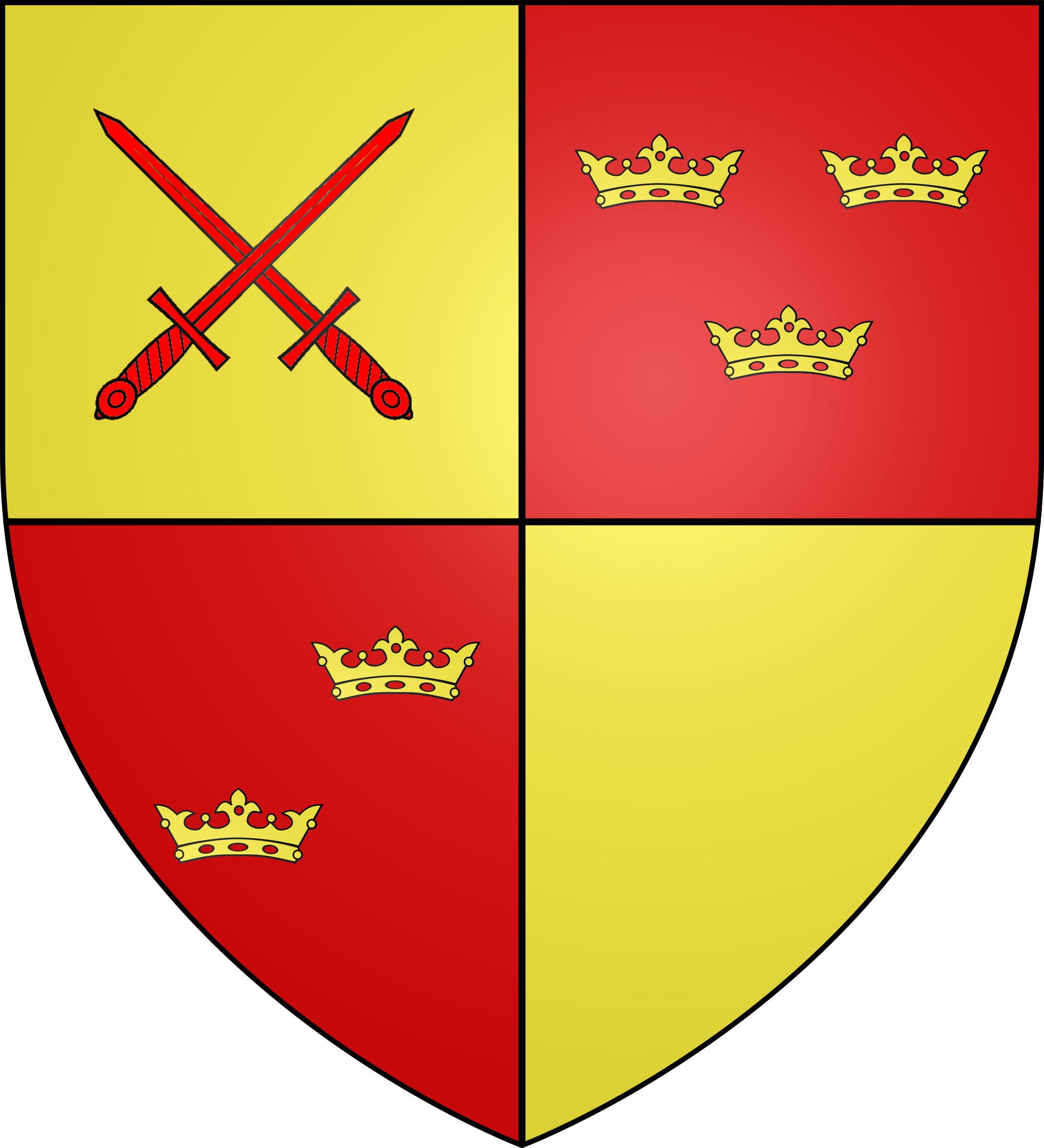

## Ресурси Інтернету
- Вікісховище має мультимедійні дані за темою: Меч (геральдика)

## Виноски
1. ↑  Символика меча в русской государственной геральдике XVII–XVIII ст. Архів оригіналу за 7 січня 2015. Процитовано 17 квітня 2015.